# Aaron Brooks (basket-ball)
Pour les articles homonymes, voir Brooks et Aaron Brooks.
Aaron Jamal Brooks, né le 14 janvier 1985 à Seattle dans l'État de Washington, est un joueur américain de basket-ball professionnel, évoluant au poste de meneur. Il entre dans la National Basketball Association (NBA) en 2007, en étant sélectionné 26e de la draft. Il remporte le titre de NBA Most Improved Player en 2016, récompensant sa progression sur cette saison. Il prend sa retraite en décembre 2020, intégrant l'équipe technique des Knicks de New York.

## Biographie

### Carrière universitaire
En 2003, il succède à Luke Ridnour, qui vient d'être drafté en NBA, au poste de meneur de jeu de l'équipe universitaire des Ducks de l'Oregon. Il est titulaire sur les quatre années avec les Ducks, et a enregistré en carrière 13,1 points, 3,5 rebonds et 4,1 passes décisives par match. Durant sa première année, il remporte les honneurs de Pac-10 All-Freshman. Après une décevante troisième année en Oregon, culminant par une suspension lors d’un match contre Washington, Brooks rebondit pour devenir l’un des principaux candidats au titre de Pac-10 Player of the Year. Il mène les Ducks à un rand nombre de victoires clés, y compris contre UCLA, classé premier, puis Arizona. À mi-saison, Brooks obtient en moyenne 19,1 points et 4,5 passes décisives par match pour mener l’Oregon au top 10 et un bilan global de 19-2. Les Ducks terminent à égalité pour la troisième place de la conférence Pac-10, et remportent le tournoi de conférence Pac-10 après une impressionnante compétition de trois jours contre l’Arizona, Cal et USC. L’Oregon se dirige vers la finale régionale du Midwest où il s'incline contre le champion en titre, Florida. Brooks est annoncé comme l’un des 22 finalistes du prix John R. Wooden, qui est décerné au meilleur joueur de basket-ball universitaire du pays. Il obtient son diplôme en sciences politiques en 2007.

### Carrière professionnelle

#### Rockets de Houston (2007-2011)
Il est choisi en 26e position par les Rockets de Houston lors de la draft 2007. Au cours de la saison 2007-2008, il évolue avec les Vipers de Rio Grande Valley de la NBA Development League. 
En 2008-2009, il profite du transfert de Rafer Alston au Magic d'Orlando à la mi-saison pour s'imposer comme le meneur titulaire de l'équipe. En tant que titulaire, il obtient des moyennes d’environ 14,0 points et 4,5 passes décisives par match. Le 21 avril 2009, Brooks inscrit 11 points en 27 secondes lors d’une défaite contre les Trail Blazers de Portland, au premier tour des playoffs. Il réalise l'une des meilleures performances de sa carrière au second tour, face aux Lakers de Los Angeles, inscrivant 34 points et permettant ainsi aux Rockets, privés de Yao Ming, blessé, de revenir à 2-2 dans la série. Néanmoins, l'équipe est éliminée par les Lakers en sept matchs.
Lors de la saison 2009-2010, Brooks poursuit sa progression et s'impose définitivement comme le leader de l'équipe, en l'absence de Yao Ming pour cause de blessure, et de Tracy McGrady. Le 13 janvier 2010, Brooks bat son record de points en un match contre les Timberwolves du Minnesota avec 43 unités, dans un match ayant connu 3 prolongations. Il bat également le record de la franchise pour le nombre de 3 points marqués en un match, avec 7 réalisations contre les Grizzlies de Memphis. En outre, il devient également le 6e joueur dans l'histoire de la NBA à réussir plus de 200 paniers à 3 points et 400 passes décisives sur une saison. Le 23 avril, il remporte le titre de NBA Most Improved Player grâce à des statistiques de 19,6 points, 5,3 passes décisives et 0,8 interception par match.
La saison suivante s'annonce pleines de promesses avec le retour de Yao Ming dans la raquette. Mais Aaron se blesse dès le cinquième match à la cheville et le pivot chinois est annoncé blessé pour la saison dans les jours suivants. Comme prévu, Brooks effectue son retour six semaines plus tard mais ne parvient pas à retrouver sa place de titulaire, qu'il doit laisser à Kyle Lowry.

#### Suns de Phoenix (2011)
Décevant depuis son retour, il est transféré à la mi-saison aux Suns de Phoenix, où il termine son année comme remplaçant du meneur canadien, Steve Nash.

#### Guangdong Southern Tigers (2011-2012)
Son contrat terminé, Brooks devient agent libre, et il profite de ce statut pour signer un contrat en Chine, lors du lock-out de la NBA durant l'intersaison, avec l'équipe de Guangdong Southern Tigers. Le 6 janvier 2012, Brooks marque 40 points en jouant 38 minutes contre Tianjin Ronggang. Le 16 février 2012, Brooks est choisi comme remplaçant pour le All-Star Game 2012. Il parvient à emmener l'équipe jusqu'en finale mais s'incline face aux Beijing Ducks, menés par Stephon Marbury.

#### Kings de Sacramento (2012-2013)
Après une année sans avoir joué au sein de la ligue américaine, il signe un contrat avec les Kings de Sacramento. Le 1er mars 2013, il est coupé par les Kings.

#### Rockets de Houston (2013-2014)
Le 5 mars 2013, quatre jours plus tard, il s'engage avec les Rockets de Houston. Le 17 juillet 2013, il est conservé par les Rockets pour la saison suivante.

#### Nuggets de Denver (2014)
Le 20 février 2014, Brooks est échangé contre Jordan Hamilton aux Nuggets de Denver.

#### Bulls de Chicago (2014-2016)
Le 22 juillet 2014, il rejoint les Bulls de Chicago. Un an plus tard, le 7 juillet 2015, il prolonge son contrat d'un an avec les Bulls.

#### Pacers de l'Indiana (2016-2017)
Le 18 juillet 2016, il signe un contrat d'un an chez les Pacers de l'Indiana.

#### Timberwolves du Minnesota (2017-2018)
Le 21 septembre 2017, il rejoint les Timberwolves du Minnesota pour la saison 2017-2018. Il quitte la ligue américaine, à l'issue de cette saison.

#### Illawarra Hawks (2019)
Le 20 juin 2019, Brooks signe un contact avec l'équipe d'Illawarra Hawks en Australie pour la saison 2019-2020 de la NBL. Le 28 octobre, il doit mettre un terme à sa saison, à la suite d'une blessure grave au tendon d'Achille gauche.

### Carrière d'entraîneur
En décembre 2020, il intègre l'équipe technique des Knicks de New York, pour s'investir dans le développement des joueurs en situation de "two-way contract". Il rejoint ainsi, Tom Thibodeau, son ancien entraîneur à Chicago et Minnesota.

## La fondation Aaron Brooks
Le 19 décembre 2009, Brooks décide de créer sa propre fondation pour aider les enfants vivant des milieux défavorisés et touchés par le crime, pour parfaire leur éducation. La fondation Aaron Brooks propose donc des programmes d'éducation aussi bien civique que sportive, autour de crédos comme l'esprit d'équipe, l'éthique et la persévérance.
Implantée à Houston, Seattle et dans l'Oregon, la fondation cherche également à atténuer le problème de l'obésité infantile, qui touche près d'un enfant sur cinq aux États-Unis. Elle recueille également différents dons via des événements caritatifs tels que des tournois de bowling, basket-ball ou de golf.

## Récompenses
- 2003 : McDonald's All-American
- 2004 : Sélectionné dans la All-Pac-10 des Freshman
- 2007 : Sélectionné dans le meilleur cinq de la All-Pac-10
- 2007 : Sélectionné dans le second meilleur cinq de la All-American – Sporting News
- 2007 : Vainqueur du concours de lancers à 3 points de la NCAA
- 2007 : Sélectionné dans la John Wooden All-American Team
- 2007 : Sélectionné dans la 3e AP All-American Team
- 2010 : NBA Most Improved Player
- 2012 : CBA All-Star

## Statistiques

### Universitaires
| Saison    | Équipe | Matchs | Titul. | Min./m | % Tir | % 3pts | % LF | Rbds/m. | Pass/m. | Int/m. | Ctr/m. | Pts/m. |
| --------- | ------ | ------ | ------ | ------ | ----- | ------ | ---- | ------- | ------- | ------ | ------ | ------ |
| 2003-2004 | Oregon | 21     | 18     | 25,8   | 37,1  | 36,8   | 78,8 | 2,38    | 2,67    | 0,81   | 0,05   | 6,95   |
| 2004-2005 | Oregon | 27     | 26     | 33,0   | 42,9  | 37,1   | 85,5 | 3,26    | 4,63    | 1,00   | 0,15   | 14,74  |
| 2005-2006 | Oregon | 32     | 31     | 32,4   | 40,8  | 33,6   | 80,7 | 3,44    | 4,38    | 1,09   | 0,16   | 10,81  |
| 2006-2007 | Oregon | 35     | 35     | 36,8   | 46,0  | 40,4   | 84,6 | 4,26    | 4,26    | 1,37   | 0,17   | 17,74  |
| Carrière  |        | 115    | 110    | 32,7   | 43,0  | 37,4   | 83,4 | 3,45    | 4,09    | 1,10   | 0,14   | 13,14  |

### Professionnelles

#### Saison régulière
| Saison    | Équipe     | Matchs | Titul. | Min./m | % Tir | % 3pts | % LF | Rbds/m. | Pass/m. | Int/m. | Ctr/m. | Pts/m. |
| --------- | ---------- | ------ | ------ | ------ | ----- | ------ | ---- | ------- | ------- | ------ | ------ | ------ |
| 2007-2008 | Houston    | 51     | 0      | 11,9   | 41,3  | 33,0   | 85,7 | 1,10    | 1,71    | 0,25   | 0,10   | 5,18   |
| 2008-2009 | Houston    | 80     | 35     | 25,0   | 40,4  | 36,6   | 86,6 | 1,96    | 2,98    | 0,57   | 0,10   | 11,18  |
| 2009-2010 | Houston    | 82     | 82     | 35.6   | 43,2  | 39,8   | 82,2 | 2,62    | 5,29    | 0,84   | 0,17   | 19,56  |
| 2010-2011 | Houston    | 34     | 7      | 23,9   | 34,6  | 28,4   | 94,0 | 1,50    | 3,79    | 0,62   | 0,06   | 11,59  |
| 2010-2011 | Phoenix    | 25     | 5      | 18,9   | 43,0  | 32,8   | 80,7 | 1,08    | 4,16    | 0,52   | 0,04   | 9,60   |
| 2012-2013 | Sacramento | 46     | 20     | 20,8   | 45,9  | 37,8   | 76,9 | 1,70    | 2,35    | 0,63   | 0,15   | 7,96   |
| 2012-2013 | Houston    | 7      | 0      | 5,4    | 30,8  | 28,6   | 0,0  | 0,29    | 0,86    | 0,14   | 0,43   | 1,43   |
| 2013-2014 | Houston    | 43     | 0      | 16,7   | 39,5  | 40,9   | 84,1 | 1,44    | 1,93    | 0,58   | 0,14   | 6,95   |
| 2013-2014 | Denver     | 29     | 12     | 29,0   | 40,6  | 36,2   | 90,2 | 2,69    | 5,17    | 0,93   | 0,24   | 11,93  |
| 2014-2015 | Chicago    | 82     | 21     | 23,0   | 42,1  | 38,7   | 83,3 | 2,02    | 3,18    | 0,66   | 0,18   | 11,63  |
| 2015-2016 | Chicago    | 69     | 0      | 16,1   | 40,1  | 35,7   | 76,6 | 1,46    | 2,61    | 0,43   | 0,14   | 7,12   |
| 2016-2017 | Indiana    | 65     | 0      | 13,7   | 40,3  | 37,5   | 80,0 | 1,06    | 1,92    | 0,38   | 0,14   | 4,95   |
| 2017-2018 | Minnesota  | 32     | 1      | 5,9    | 40,6  | 35,5   | 72,7 | 0,53    | 0,62    | 0,19   | 0,00   | 2,34   |
| Carrière  |            | 645    | 183    | 20,8   | 41,3  | 37,0   | 83,7 | 1,67    | 2,98    | 0,56   | 0,13   | 9,70   |

Mise à jour le 12 mars 2020

#### Playoffs
| Saison   | Équipe    | Matchs | Titul. | Min./m | % Tir | % 3pts | % LF | Rbds/m. | Pass/m. | Int/m. | Ctr/m. | Pts/m. |
| -------- | --------- | ------ | ------ | ------ | ----- | ------ | ---- | ------- | ------- | ------ | ------ | ------ |
| 2008     | Houston   | 6      | 0      | 8,3    | 32,0  | 0,0    | 81,8 | 1,00    | 0,50    | 0,00   | 0,00   | 4,17   |
| 2009     | Houston   | 13     | 13     | 34,1   | 45,3  | 42,2   | 80,4 | 2,62    | 3,38    | 0,38   | 0,23   | 16,77  |
| 2013     | Houston   | 6      | 0      | 11,2   | 38,2  | 11,1   | 60,0 | 1,50    | 1,83    | 0,17   | 0,17   | 5,00   |
| 2015     | Chicago   | 12     | 0      | 11,0   | 34,4  | 30,8   | 57,1 | 1,50    | 0,92    | 0,25   | 0,08   | 4,50   |
| 2017     | Indiana   | 1      | 0      | 7,3    | 66,7  | 50,0   | 0,0  | 1,00    | 1,00    | 0,00   | 0,00   | 5,00   |
| 2018     | Minnesota | 2      | 0      | 1,3    | 66,7  | 0,0    | 0,0  | 0,00    | 0,00    | 0,00   | 0,00   | 2,00   |
| Carrière |           | 40     | 13     | 17,6   | 41,6  | 33,0   | 74,6 | 1,70    | 1,75    | 0,23   | 0,12   | 8,40   |

## Records NBA
Les records personnels d'Aaron Brooks, officiellement recensés par la NBA sont les suivants :
| Type de statistique        | Saison régulière | Saison régulière            | Saison régulière | Playoffs | Playoffs                                          | Playoffs                  |
| Type de statistique        | Record           | Adversaire                  | Date             | Record   | Adversaire                                        | Date                      |
| -------------------------- | ---------------- | --------------------------- | ---------------- | -------- | ------------------------------------------------- | ------------------------- |
| Points                     | 43               | Timberwolves du Minnesota   | 13 janvier 2010  | 34       | Lakers de Los Angeles                             | 10 mai 2009               |
| Paniers marqués            | 14               | Timberwolves du Minnesota   | 13 janvier 2010  | 12       | Lakers de Los Angeles                             | 10 mai 2009               |
| Paniers tentés             | 30               | Timberwolves du Minnesota   | 13 janvier 2010  | 20       | @ Trail Blazers de Portland Lakers de Los Angeles | 28 avril 2009 10 mai 2009 |
| Paniers à 3 points réussis | 7                | Grizzlies de Memphis        | 17 mars 2010     | 5        | @ Trail Blazers de Portland                       | 18 avril 2009             |
| Paniers à 3 points tentés  | 13               | Kings de Sacramento         | 3 mars 2010      | 9        | @ Lakers de Los Angeles Lakers de Los Angeles     | 6 mai 2009 10 mai 2009    |
| Lancers francs réussis     | 12               | Cavaliers de Cleveland      | 9 décembre 2009  | 7        | Lakers de Los Angeles                             | 14 mai 2009               |
| Lancers francs tentés      | 13               | Cavaliers de Cleveland      | 9 décembre 2009  | 8        | Trail Blazers de Portland                         | 24 avril 2009             |
| Rebonds offensifs          | 4                | @ Suns de Phoenix           | 11 avril 2010    | 1        | 9 fois                                            |                           |
| Rebonds défensifs          | 10               | @ Timberwolves du Minnesota | 20 décembre 2008 | 4        | Trail Blazers de Portland                         | 30 avril 2009             |
| Rebonds totaux             | 10               | @ Timberwolves du Minnesota | 20 décembre 2008 | 5        | Trail Blazers de Portland                         | 30 avril 2009             |
| Passes décisives           | 17               | Pistons de Détroit          | 19 mars 2014     | 7        | @ Trail Blazers de Portland                       | 18 avril 2009             |
| Interceptions              | 5                | @ Thunder d'Oklahoma City   | 29 novembre 2009 | 2        | Trail Blazers de Portland Lakers de Los Angeles   | 30 avril 2009 14 mai 2009 |
| Contres                    | 3                | Magic d'Orlando             | 4 novembre 2014  | 1        | 5 fois                                            |                           |
| Balles perdues             | 9                | @ Clippers de Los Angeles   | 15 avril 2014    | 5        | @ Lakers de Los Angeles                           | 17 mai 2009               |
| Minutes jouées             | 59               | Timberwolves du Minnesota   | 13 janvier 2010  | 43       | @ Lakers de Los Angeles                           | 6 mai 2009                |

- Double-double : 13.
- Triple-double : aucun.

## Salaires
| Année       | Équipe                    | Salaire      |
| ----------- | ------------------------- | ------------ |
| 2007-2008   | Rockets de Houston        | 972 720 $    |
| 2008-2009   | Rockets de Houston        | 1 045 560 $  |
| 2009-2010   | Rockets de Houston        | 1 118 520 $  |
| 2010-2011   | Suns de Phoenix           | 2 016 692 $  |
| 2012-2013   | Kings de Sacramento       | 3 250 000 $  |
| 2013-2014   | Kings de Sacramento       | 3 396 250 $  |
| 2014-2015   | Bulls de Chicago          | 1 145 685 $  |
| 2015-2016   | Bulls de Chicago          | 2 000 000 $  |
| 2016-2017   | Pacers de l'Indiana       | 2 700 000 $  |
| 2017-2018   | Timberwolves du Minnesota | 1 471 382 $  |
| Total Gains |                           | 20 144 233 $ |